# Bent J. Muus
Bent Jørgen Muus (* 15. Juli 1926 in Bragernes, Kommune Drammen, Provinz Buskerud, Norwegen; † 12. Juli 2006) war ein dänischer Zoologe, Museumsdirektor und Hochschullehrer.

## Leben
Muus war der Sohn des Kaufmanns Elias Bruun Muus und seiner Frau Wilhelmine Hoffmeyer. 1947 machte er seinen Abschluss am Holte Gymnasium und erlangte 1954 einen Magister-Abschluss in Zoologie. Im Dezember desselben Jahres heiratete er Kirsten von Bülow. Später war er beim dänischen Fischerei- und Meeresforschungsinstitut angestellt, wo er als Leiter der Unterwasserabteilung umfangreiche Untersuchungen an 17 dänischen Fjorden, Nooren und kleinen Buchten durchführte.
Neben der Teilnahme an dänischen Expeditionen im Nordatlantik wirkte Muus 1961 an der amerikanischen Nagae-Expedition im Südchinesischen Meer mit, nachdem er ein Jahr lang als meeresbiologischer Berater für die philippinische Regierung und anschließend in Jakarta für die UNESCO gearbeitet hatte. 1966 nahm er an der fünften thailändisch-dänischen Expedition in der Andamanensee teil. 1967 wurde er mit der Dissertation The fauna of Danish estuaries and lagoons promoviert. Von 1968 bis 1973 war er Direktor des Zoologischen Museums Kopenhagen. Von 1974 bis 1996 war er Professor für systematische Zoologie und Zoogeographie an der Universität Kopenhagen. 
Bent Muus hatte eine Reihe von Ämtern inne, darunter von 1971 bis 1981 Vorsitzender des Naturschutzrats sowie von 1971 bis 1996 Vorstandsmitglied des dänischen Zoos. 1972 war er Mitbegründer und Vorsitzender der dänischen Sektion des WWF, deren stellvertretender Vorsitzender er von 1980 bis 1984 sowie von 1989 bis 1998 war. Zudem war er Berater bei der Danish International Development Agency (DANIDA) für die Meeresbiologische Station in Phuket, Thailand, und Mitglied des Jagdausschusses sowie des Umweltausschusses.
Bent Muus veröffentlichte Beiträge über Kopffüßer in der Reihe Danmarks Fauna sowie populärwissenschaftliche Werke, darunter die von Preben Dahlstrøm illustrierten Handbücher Havfisk og fiskeri i Nordvesteuropa, 1964 und Europas ferskvandsfisk, 1967, die in elf Sprachen, darunter auf Deutsch unter den Titeln Die Meeresfische Europas: In Nordsee, Ostsee und Atlantik und Süßwasserfische Europas, übersetzt wurden. Er verfasste Fischkapitel im Werk Danmarks Dyreverden sowie den Abschnitt über Fische in der Schrift Grønlands Fauna (1981). In einigen kleineren Büchern befasste sich Muus mit Fischerei und Zoos. Daneben veröffentlichte er Zeitschriften- und Zeitungsartikel, die Umwelt- und Naturschutzfragen behandeln.
Bent Muus wurde 1982 mit dem Amalienborg-prisen ausgezeichnet. Er war auch Ritter des Dannebrogordens. 2004 wurde ihm zu Ehren die Krakengattung Muusoctopus aufgestellt.